# Robert Margot
Robert Paul Margot (* 24. April 1967 in Genf) ist ein ehemaliger schweizerischer Basketballspieler.

## Laufbahn
Margot (1,86 Meter, Aufbauspieler) spielte 20 Jahre (1985 bis 2005) in der Nationalliga A und bestritt 65 Länderspiele für die Schweiz. Er spielte für Neuchâtel, Pully, Versoix, Nyon und Meyrin-Grand-Saconnex in der höchsten Spielklasse der Schweiz, die längste Zeit davon in Nyon (1998 bis 2003). Als Jugendlicher hatte er als Austauschschüler an einer High School in San Francisco (US-Bundesstaat Kalifornien) gespielt. In der Ausscheidungsrunde für die Europameisterschaft 1997 war Margot mit einem Durchschnitt von 12,3 Punkten pro Begegnung bester Werfer der Nationalmannschaft.
In Nyon hatte er 2005/06 das Amt des Assistenztrainers inne und betreute die Mannschaft auch kurzzeitig als Cheftrainer. Später war er Trainer bei Meyrin-Grand-Saconnex sowie 2011/12 bei Bernex. 2008 übernahm er den Posten des Technischen Direktors beim Grand-Saconnex BBC.